# Baharestan (tappeto)
Il tappeto Baharestan, o Bahār-e Kasrā (in lingua persiana بهار کسری, dal medio persiano Vahār-i Khosrow; dal significato di "La primavera di Khosrow"), noto anche come Farš-e zamestānī ("Tappeto invernale"), e Bahārestān ("giardino di primavera"), era un grande tappeto reale persiano della tarda era sasanide, oggi andato perduto, ma noto dalle fonti storiche. Molto probabilmente copriva il pavimento della grande sala delle udienze di Taq-i Kisra, un iwan nella capitale sasanide di Ctesifonte.
Il tappeto, di forma quadrata, misurava 27 metri per lato. Tessuto di seta, oro, argento e pietre rare, raffigurava uno splendido giardino simile al paradiso.
Quando Ctesifonte cadde per mano degli arabi, nel 637, il tappeto era troppo pesante affinché i persiani potessero portarlo via, e pertanto venne preso dagli arabi. Sa'd ibn Abi Waqqas, che guidò le truppe arabe nell'assedio di Ctesifonte, inviò il tappeto al califfo Rashidun, ʿOmar ibn al-Khaṭṭāb, che si trovava a Medina. Lì il tappeto fu tagliato in piccoli frammenti e diviso tra gli arabi. Uno degli arabi che ricevette un pezzo del tappeto fu Ali che, sebbene non avesse ricevuto il pezzo migliore, riuscì a venderlo per 20.000 dirhamMorony, p. 479Al-Tabari, pp. 29-36